# Calçadão da Batista
O Calçadão da Batista é um calçadão situado na zona central da cidade de Bauru, no interior do estado de São Paulo, Brasil.

## História
A rua Batista de Carvalho foi uma das primeiras vias abertas da cidade de Bauru, tendo sido aberta no final do século XIX sob o nome de "Rua dos Esquecidos", teve seu nome mudado para Rua Batista de Carvalho em 1904 pelo então prefeito, Gerson França. Em maio de 1992, o então prefeito, Izzo Filho, deu início às obras do calçadão, fechando de vez o tráfego de veículos por 7 quarteirões da rua voltada ao comércio. A inaugurção do calçadão ocorreu em 21 de agosto de 1992.

## Estrutura
Cada quadra do calçadão possui 10 arcos de ferro, totalizando 70 arcos, 3 dos quais com cobertura. Existem diversas jardineiras, coqueiros e bancos de madeira.
Em fevereiro de 2020, a Prefeitura de Bauru iniciou processo de concurso para projetos de arquitetura e engenharia para revitalização do Calçadão, com prêmio de R$50 mil para o vencedor.